# Setylaides punctatus
Setylaides punctatus är en skalbaggsart som beskrevs av Schmidt 1911. Setylaides punctatus ingår i släktet Setylaides och familjen Aphodiidae. Inga underarter finns listade i Catalogue of Life.